# Cathédrale de Cava de' Tirreni
La cathédrale de Cava de' Tirreni est une église catholique romaine de Cava de' Tirreni, en Italie. Il s'agit d'une cocathédrale de l'archidiocèse d'Amalfi-Cava de' Tirreni.